# Dentistyla asperrima
Dentistyla asperrima är en snäckart som först beskrevs av Dall 1881.  Dentistyla asperrima ingår i släktet Dentistyla och familjen pärlemorsnäckor. Inga underarter finns listade i Catalogue of Life.